# Peter Cathcart Wason
 (janvier 2024).
La mise en forme du texte ne suit pas les recommandations de Wikipédia : il faut le « wikifier ».
Les points d'amélioration suivants sont les cas les plus fréquents. Le détail des points à revoir est peut-être précisé sur la page de discussion.
- Les titres sont pré-formatés par le logiciel. Ils ne sont ni en capitales, ni en gras.
- Le texte ne doit pas être écrit en capitales (les noms de famille non plus), ni en gras, ni en italique, ni en « petit »…
- Le gras n'est utilisé que pour surligner le titre de l'article dans l'introduction, une seule fois.
- L'italique est rarement utilisé : mots en langue étrangère, titres d'œuvres, noms de bateaux, etc.
- Les citations ne sont pas en italique mais en corps de texte normal. Elles sont entourées par des guillemets français : « et ».
- Les listes à puces sont à éviter, des paragraphes rédigés étant largement préférés. Les tableaux sont à réserver à la présentation de données structurées (résultats, etc.).
- Les appels de note de bas de page (petits chiffres en exposant, introduits par l'outil «  Source ») sont à placer entre la fin de phrase et le point final[comme ça].
- Les liens internes (vers d'autres articles de Wikipédia) sont à choisir avec parcimonie. Créez des liens vers des articles approfondissant le sujet. Les termes génériques sans rapport avec le sujet sont à éviter, ainsi que les répétitions de liens vers un même terme.
- Les liens externes sont à placer uniquement dans une section « Liens externes », à la fin de l'article. Ces liens sont à choisir avec parcimonie suivant les règles définies. Si un lien sert de source à l'article, son insertion dans le texte est à faire par les notes de bas de page.
- La présentation des références doit suivre les conventions bibliographiques. Il est recommandé d'utiliser les modèles {{Ouvrage}}, {{Chapitre}}, {{Article}}, {{Lien web}} et/ou {{Bibliographie}}. Le mode d'édition visuel peut mettre en forme automatiquement les références.
- Insérer une infobox (cadre d'informations à droite) n'est pas obligatoire pour parachever la mise en page.

Pour une aide détaillée, merci de consulter Aide:Wikification.
Si vous pensez que ces points ont été résolus, vous pouvez retirer ce bandeau et améliorer la mise en forme d'un autre article.
Peter Cathcart Wason, né le 22 avril 1924 à Bath (Angleterre) et mort le 17 avril 2003 à Wallingford (Angleterre) était un psychologue cognitif de l'University College de Londres, pionnier de la psychologie du raisonnement.
Il a cherché à expliquer pourquoi l'humain commet systématiquement des erreurs logiques. Il a réalisé des expériences pour démontrer ces comportements, comme la tâche de sélection Wason, le problème THOG et le problème 2-4-6. Il est également à l'origine du terme «biais de confirmation» qui décrit la tendance d'une personne à privilégier les informations qui valident ses idées préconçues qu'elles soient vraies ou non.

## Vie privée
Wason est le fils d'Eugene Monier et Kathleen (Woodhouse) Wason. Il était également le petit-fils d'Eugene Wason et le neveu du lieutenant-général Sydney Rigby Wason.
Wason se marie à Marjorie Vera Salberg en 1951 et le couple a deux enfants, Armorer et Sarah.
Au début de la Seconde Guerre mondiale, Wason termine sa formation d'officier à Sandhurst, puis sert comme officier de liaison pour la 8e brigade blindée. Wason rentre chez lui en 1945, après avoir été réformé en raison de blessures graves. Il a ensuite étudié l'anglais à Oxford en 1948 et est devenu professeur à l'Université d'Aberdeen. Déçu par l'enseignement de l'anglais, Wason retourne à l'Université d'Oxford pour obtenir une maîtrise en psychologie en 1953, puis un doctorat en 1956 à l'University College de Londres. Il est resté enseignant à l'University College de Londres jusqu'à sa retraite au début des années 1980.

## Premières études
La plupart des premières expériences de Peter Wason ne concernaient pas la psychologie du raisonnement, mais le langage et la psycholinguistique. Wason et Jones ont réalisé une expérience dans laquelle les sujets devaient évaluer des affirmations numériques, telles que « 7 est pair » et « 9 n'est pas impair », et indiquer si l'affirmation est vraie ou fausse. Les résultats ont révélé que les phrases affirmatives étaient considérées plus rapidement comme vraies que fausses, mais que les phrases négatives étaient évaluées plus rapidement comme fausses que vraies. À partir de ces résultats, Wason est arrivé à la conclusion que les négations sont utilisées dans le discours quotidien pour corriger des idées fausses. Un exemple de cet usage serait « La chaise n’est pas là ». Wason a continué à explorer et à expérimenter dans le domaine de la psycholinguistique. Avec Susan Carey  au Harvard Center for Cognitive Studies, Wason a découvert que le contexte affecte la compréhension d'un énoncé, mesurée à partir du temps nécessaire pour répondre. Les participants étaient susceptibles de répondre plus rapidement à l’énoncé « Le cercle numéro 4 n’est pas bleu » dans un contexte où tous les autres cercles étaient rouges. Wason en a ainsi conclu que le contexte affecte la compréhension.

## Les débuts de la psychologie du raisonnement
Avant la création de la psychologie du raisonnement, il était courant de croire que les humains raisonnaient par analyse logique. Wason s'est opposé à cette idée, affirmant que les humains sont incapables de raisonner et sont très souvent influencés par des biais. Il pensait que beaucoup de choses dans sa vie étaient incohérentes et donc déraisonnables. Lorsqu'il a conçu ses expériences, son objectif était d'examiner la nature illogique des humains. Il souhaitait également approfondir ses recherches sur le biais de confirmation.

### Wason et la tâche 2-4-6
En 1960, Wason développe la première de ses tâches destinées à étudier les échecs du raisonnement humain. La tâche « 2-4-6 » a été la première expérience à montrer que les gens étaient illogiques et irrationnels. Dans cette étude, les sujets ont été informés que l’expérimentateur avait en tête une règle qui ne s’appliquait qu’aux séries de trois. La règle « 2-4-6 » que l’expérimentateur avait en tête était « toute séquence ascendante ». Dans la plupart des cas, les sujets ont non seulement formulé des hypothèses plus spécifiques que nécessaire, mais ils ont également testé uniquement des exemples confirmatifs de leur hypothèse. Wason a été surpris par le grand nombre de sujets qui n'ont pas réussi à accomplir la tâche correctement. Ils n'ont pas réussi à tester des exemples incompatibles avec leur propre hypothèse, ce qui a renforcé l'hypothèse de Wason à propos du biais de confirmation.

### La tâche de sélection
Wason a créé la tâche de sélection (ou tâche à quatre cartes) en 1966. Dans cette tâche, les participants ont été exposés à quatre cartes sur une table et l'expérimentateur leur a donné une règle. Ensuite, ils ont dû choisir des cartes pour déterminer si la règle qui leur avait été donnée par l'expérimentateur était vraie ou fausse. Comme Wason s'y attendait, la majorité des participants n'a pas répondu correctement à la question. Seuls 10 % des participants ont résolu cette tâche correctement. Le biais de confirmation a joué un grand rôle dans ce résultat puisque les participants choisissaient généralement des cartes pour confirmer leur hypothèse et sans vérifier si celle-ci pouvait être incorrecte.

### Tâche THOG
Pour approfondir ses recherches en psychologie du raisonnement, Wason a conçu une autre tâche, appelée tâche THOG. Les participants ont observé des cartes avec un losange blanc, un losange noir, un cercle blanc et un cercle noir. On leur a ensuite donné une règle et ils devaient choisir quelle carte était un THOG, lesquelles ne l'étaient pas et lesquelles ne pouvaient pas être classées. La tâche THOG exigeait que les sujets effectuent une analyse combinatoire en utilisant la raison et la logique. Cependant, la moitié des participants n’a pas réussi à résoudre le problème correctement.

## Approche scientifique
Peter Wason a adopté une approche scientifique active peu conventionnelle. Même s'il disposait d'assistants, il insistait pour être présent lors des expériences afin d'observer activement le comportement des sujets tout au long du processus. Wason aurait également incorporé des éléments de psychologie clinique dans son étude en demandant aux sujets ce qu'ils pensaient de l'expérience elle-même et des résultats obtenus. Ces évaluations ont été enregistrées et utilisées dans ses articles, les rendant plus personnels, ce qui les différenciaient des autres articles universitaires de l'époque. L'objectif de Wason était de découvrir de nouveaux phénomènes psychologiques et de nouveaux aspects du comportement humain sans se limiter à ses propres hypothèses.

## Publications
Wason a écrit les ouvrages suivants :
- Thinking and Reasoning (co-édité avec PN Johnson-Laird, 1968)
- Psychology of Reasoning: Structure and Content (avec PN Johnson-Laird, 1972)
- Thinking : Readings in Cognitive Science, (co-édité avec PN Johnson-Laird, 1977)
- The Psychology of Chess (avec William Hartston, 1983).